# Moggio Udinese
Moggio Udinese (Mueç en frioulan) est une commune d'environ 2 000 habitants, de l'ancienne province d'Udine, dans la région autonome du Frioul-Vénétie Julienne du nord-est de l'Italie.

## Géographie
La commune est située dans le canal del Ferro, la vallée étroite de la rivière Fella séparant les Alpes juliennes à l'est et les Préalpes carniques à l'ouest. Au nord, le val Aupa s'étend jusqu'à la crête des Alpes carniques et à la frontière autrichienne, une vaste région de montagne qui, pour des raisons socioéconomiques, est à l'abandon. 

## Histoire
Dans l'Antiquité, une voie romaine continuait vers la vallée en direction de la province de Norique au nord. La zone de Moggio était probablement un emplacement de guet ou le site d'un camp fortifié. 

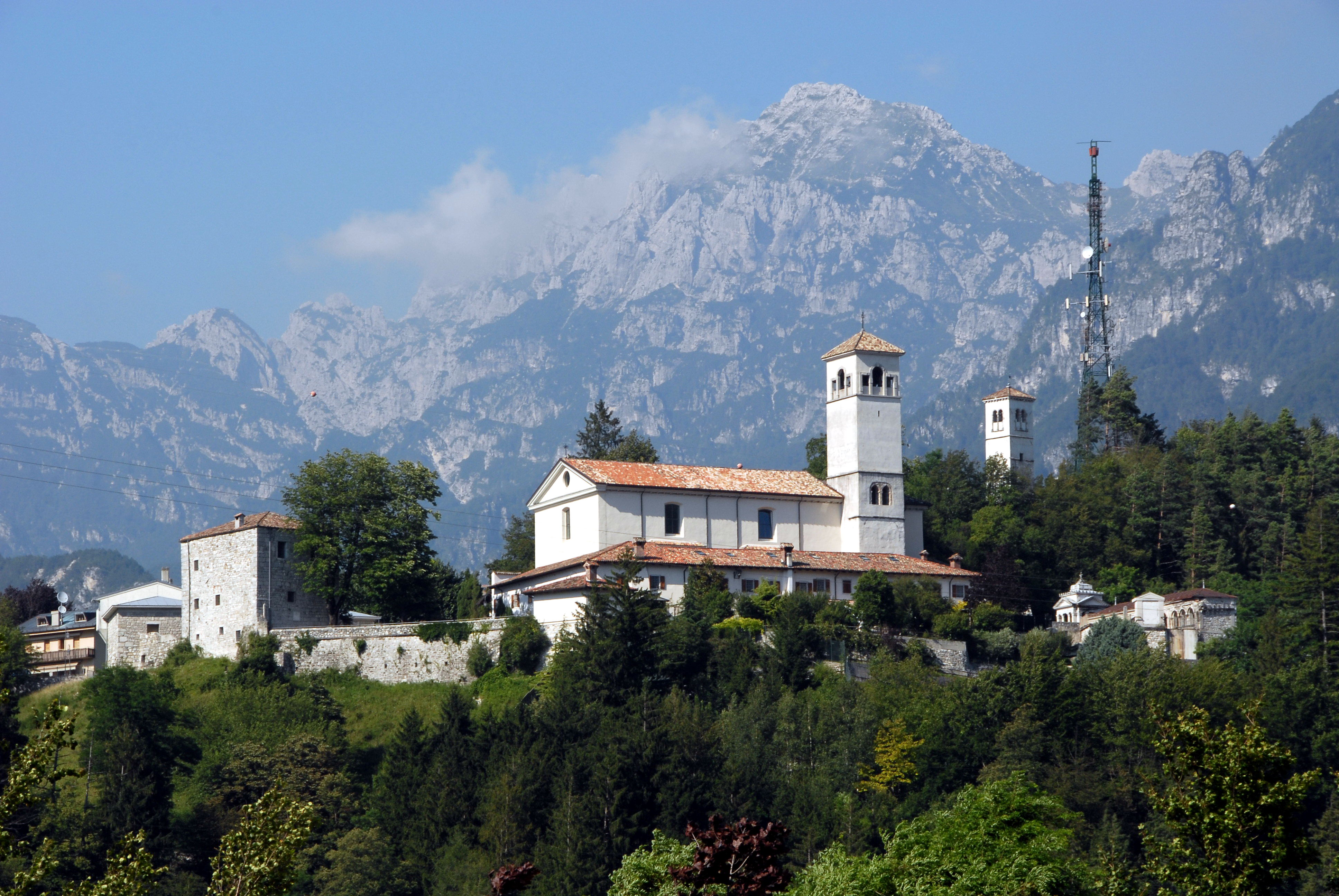
L'abbaye de Moggio.

Au XIe siècle, les domaines étaient entre les mains d'un noble bavarois, Cazelin (Cacellino), un ministériel des patriarches d'Aquilée. Vers 1085, il a donné son alleu au patriarche Frédéric incluant une demande pour qu'un monastère soit créé ici. Après l'assassinat de Frédéric l'année suivante, ce fut son successeur Ulrich d'Eppenstein, également abbé de Saint-Gall, qui a fondé l'abbaye bénédictine de Moggio vers 1119.
Après que le territoire fut conquis par la république de Venise vers 1420, Moggio était incorporée dans les Domini di Terraferma. Le couvent fut supprimé en 1771. Lors de la chute de la république en 1797, la commune passa à la province vénitienne de la monarchie de Habsbourg ; après un bref interlude dans le royaume d'Italie napoléonien, elle appartenait depuis le congrès de Vienne en 1815 au royaume de Lombardie-Vénétie (gouvernement de Vénétie) au sein de l'empire d'Autriche. 
Après la troisième guerre d'indépendance italienne en 1866, la région a été rattachée au nouveau royaume d'Italie. Les bâtiments historiques de Moggio furent restaurés après les destructions dues au séisme du 6 mai 1976 au Frioul.

## Administration
| Période                                  | Période  | Identité     | Étiquette | Qualité |
| ---------------------------------------- | -------- | ------------ | --------- | ------- |
| 14 juin 2004                             | En cours | Ezio De Toni |           |         |
| Les données manquantes sont à compléter. |          |              |           |         |

### Hameaux
Bevorchians, Campiolo, Dordolla, Grauzaria, Moggessa, Monticello, Ovedasso, Pradis-Chiaranda, Stavoli

### Communes limitrophes
Amaro, Arta Terme, Chiusaforte, Dogna, Paularo, Pontebba, Resiutta, Tolmezzo, Venzone

## Jumelages
Bromont-Lamothe (France), dans le Puy-de-Dôme.